# دبیرکل حزب کمونیست چین
دبیر کل کمیته مرکزی حزب کمونیست چین (چینی: 中国共产党中央委员会总书记) رئیس حزب کمونیست چین و عالی‌رتبه‌ترین مقام در جمهوری خلق چین است.او بر عبارتی قدرتمندترین فرد در جمهوری خلق چین است. دبیرکل از اعضای دائمی پلیتبورو و رئیس دبیرخانه حزب کمونیست چین نیز می‌باشد. دارندهٔ این مقام معمولاً رهبر عالی‌مقام چین شمرده می‌شود
هم‌اکنون دبیر کل حزب کمونیست چین شی جین پینگ می‌باشد که در سال ۲۰۱۲ جانشین هو جینتائو شد.
پیش از این رئیس حزب کمونیست چین بالاترین مقام در هرم این حزب بود اما در ۱۱ سپتامبر ۱۹۸۲ آن مقام لغو شد. تاریخچه عنوان مورد استفاده برای رهبر حزب کمونیست چین به صورت زیر می‌باشد:
از ۱۹۲۱ (بدو تأسیس) تا ۱۹۲۲: دبیر اداره مرکزی حزب کمونیست چین
از ۱۹۲۲ تا ۱۹۲۵: رئیس کمیته اجرایی مرکزی حزب کمونیست چین
از ۱۹۲۵ تا ۱۹۲۷: دبیرکل کمیته اجرایی مرکزی حزب کمونیست چین
از ۱۹۲۷ تا ۱۹۴۵: دبیرکل کمیته مرکزی حزب کمونیست چین
از ۱۹۴۵ تا ۱۹۸۲: رئیس کمیته مرکزی حزب کمونیست چین
از ۱۹۸۲ به بعد: دبیرکل کمیته مرکزی حزب کمونیست چین

## فهرست رهبران حزب کمونیست چین
تا کنون افراد زیر این مقام را به عهده داشته‌اند
|  | نام          | مدت صدارت                       | توضیحات                                                                    |
|  | ------------ | ------------------------------- | -------------------------------------------------------------------------- |
|  | چن دوشیو     | ژوئیه ۱۹۲۱ – ژوئیه ۱۹۲۷         |                                                                            |
|  | جو چیو بای   | ژوئیه ۱۹۲۷ – ژوئیه ۱۹۲۸         | سرپرست موقت                                                                |
|  | شیانگ جونگفا | ژوئیه ۱۹۲۷ – ۱۹۳۱               | به قتل رسید                                                                |
|  | وانگ مینگ    | ۱۹۳۱ – ژانویه ۱۹۳۴              | جانشین                                                                     |
|  | بو گو        | ژانویه ۱۹۳۴ – ژانویه ۱۹۳۵       | به انتخاب پلنوم پنجم ششمین اجلاس سراسری حزب                                |
|  | ژانگ ونتیان  | ژانویه ۱۹۳۵ – ژوئن ۱۹۴۵         | به انتخاب جلسه شهر زونیی در استان گوییژو                                   |
|  | مائو تسه‌تونگ | ژوئیه ۱۹۴۵ – سپتامبر ۱۹۷۶       |                                                                            |
|  | هوآ گوئوفنگ  | اکتبر ۱۹۷۶ – ژوئن ۱۹۸۱          |                                                                            |
|  | هو یائوبانگ  | ژوئن ۱۹۸۱ – ۱۵ ژانویه ۱۹۸۷      | تغییر عنوان سمت از رئیس حزب به دبیر کل حزب در سپتامبر ۱۹۸۲. استعفا در ۱۹۸۷ |
|  | ژائو ژیانگ   | نوامبر ۱۹۸۷ – ژوئن ۱۹۸۹         | از ژانویه ۱۹۸۷ تا نوامبر ۱۹۸۷ به عنوان جانشین                              |
|  | جیانگ زمین   | ۲۴ ژوئن ۱۹۸۹ – ۱۵ نوامبر ۲۰۰۲   |                                                                            |
|  | هو جینتائو   | ۱۵ نوامبر ۲۰۰۲ – ۱۵ نوامبر ۲۰۱۲ |                                                                            |
|  | شی جین پینگ  | ۱۵ نوامبر ۲۰۱۲ –                |                                                                            |

 مادام العمر